# Paratyndaris knulli
Paratyndaris knulli är en skalbaggsart som först beskrevs av Barr 1972.  Paratyndaris knulli ingår i släktet Paratyndaris och familjen praktbaggar. Inga underarter finns listade i Catalogue of Life.